# Plecoptera subpallida
Plecoptera subpallida là một loài bướm đêm trong họ Erebidae.